# Bacino di retroarco

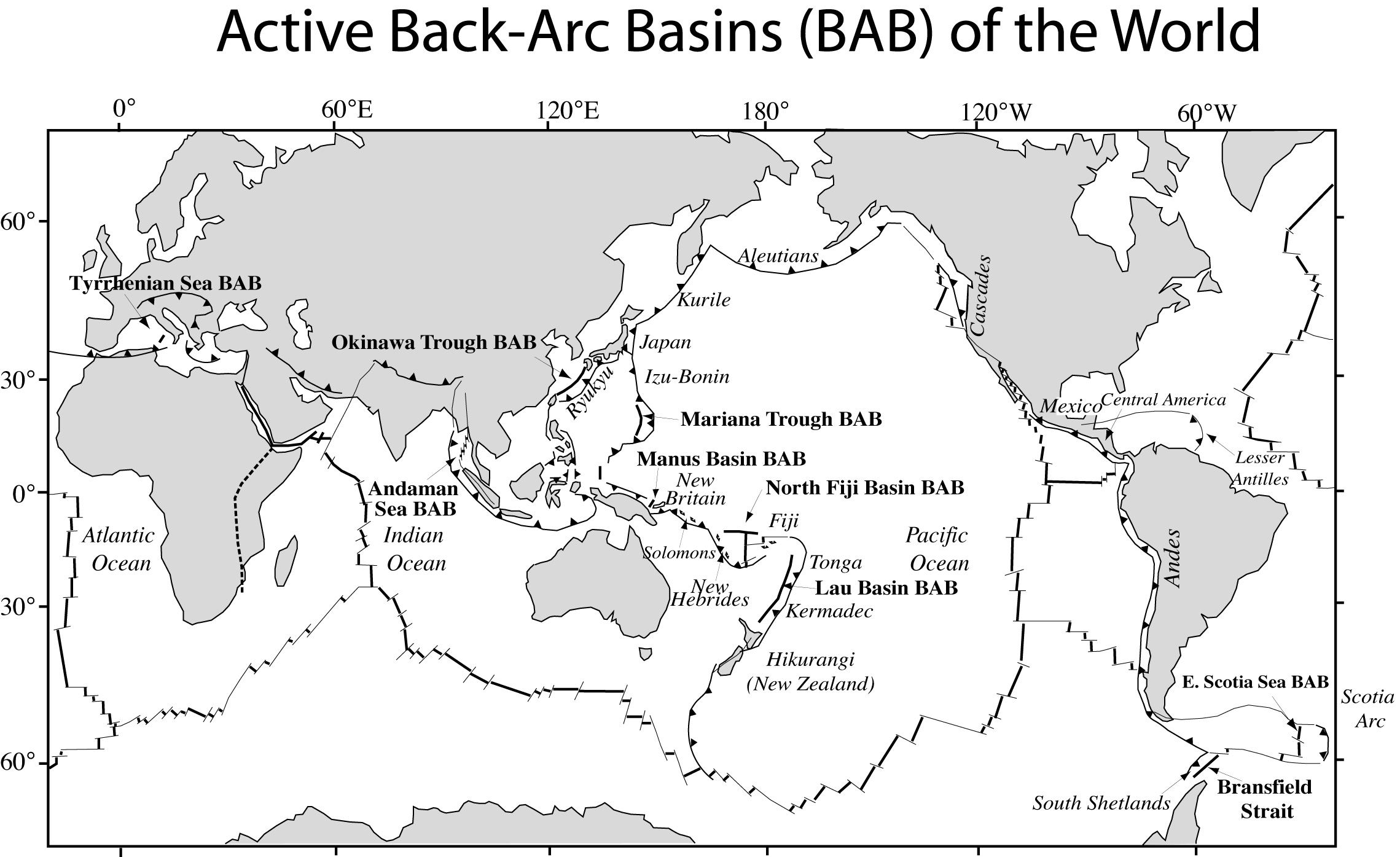
Posizione dei bacini di retroarco (BAB) attivi.

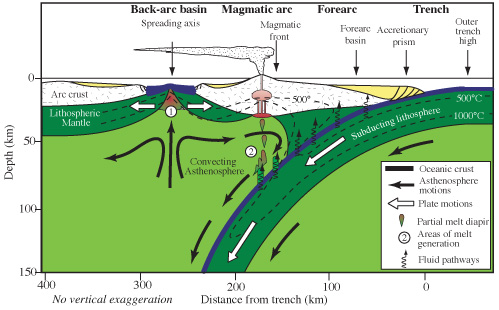
Sezione trasversale di una zona di subduzione con la posizione relativa di un arco magmatico attivo e un bacino di retroarco, come nella parte meridionale dell'Arco delle Izu-Bonin-Marianne.

Un bacino di retroarco è un bacino strutturale geologico sottomarino associato a un arco insulare e a una zona di subduzione. Tali bacini si trovano lungo i margini convergenti, attualmente concentrati nell'Oceano Pacifico occidentale.
La maggior parte dei bacini di retroarco derivano dalle forze tensionali causate dal retrocedere delle fosse oceaniche (la fossa oceanica si muove in direzione del fondale marino) e dal collasso del margine continentale. La crosta dell'arco insulare viene a trovarsi in condizioni estensionali o di rifting a causa dello sprofondamento della placca subducente.
Inizialmente i bacini di retroarco rappresentarono una sorpresa per i teorici della tettonica delle placche, i quali si aspettavano che i margini convergenti fossero zone di compressione e non di estensione. Adesso invece si ammette che la loro esistenza è in linea con il modello teorico e permette di spiegare come l'interno della Terra perda calore.

## Caratteristiche
I bacini di retroarco sono in generale piuttosto lunghi (da alcune centinaia a qualche migliaio di chilometri) e relativamente stretti (alcune centinaia di chilometri). La larghezza limitata è probabilmente collegata al fatto che l'attività magmatica dipende dall'acqua e dalla convezione del mantello,  entrambe concentrate in prossimità delle zone di subduzione. Le velocità di spostamento possono andare da molto lente (alcuni centimetri all'anno), a molto veloci (15 cm/anno, come nel bacino Lau).
Le dorsali eruttano basalti simili a quelli emessi dalle dorsali oceaniche; la differenza principale è che i basalti dei bacini di retroarco sono spesso ricchi di acqua juvenile (tipicamente 1-1,5 % in peso dell' H2O), mentre i magma basaltici delle dorsali oceaniche hanno un basso contenuto di acqua (tipicamente <0,3 % in peso dell' H2O). L'alto contenuto di acqua dei magma basaltici dei bacini di retroarco deriva dall'acqua trasportata in profondità nelle zone di subduzione e rilasciata poi nel mantello soprastante. Una fonte addizionale di acqua può derivare dall'eclogitizzazione degli anfiboli e della mica nella placca subducente. Come le dorsali oceaniche, anche i bacini di retroarco hanno sorgenti idrotermali e le relative comunità di batteri chemiosintetici associati.

## Espansione del fondale oceanico nei bacini di retroarco
L'evidenza dell'espansione del fondale oceanico nei bacini di retroarco è emersa dai carotaggi del fondale che hanno mostrato che lo spessore dei sedimenti raccolti nel bacino diminuisce andando verso il centro di un bacino. L'idea che lo spessore e l'età dei sedimenti del fondale siano collegati all'età della crosta oceanica è stata proposta da Henry Hess. Le anomalie magnetiche (ipotesi di Vine–Matthews–Morley) della crosta formatasi in un bacino di retroarco deviavano nella forma da quelle della crosta delle dorsali oceaniche. In molte aree le anomalie non appaiono parallele. I profili delle anomalie di un bacino non mostrano simmetria o una anomalia centrale come nel caso di un tradizionale bacino oceanico.
Questo ha portato a ritenere che l'espansione del fondale dei bacini di retroarco sia più diffusa e meno uniforme di quella delle dorsali oceaniche, e questa idea è stata dibattuta nel corso del tempo. Un'altra ipotesi portata avanti è che il processo di espansione del fondale sia lo stesso, ma che sia il movimento dei centri di espansione nel bacino a causare l'asimmetria delle anomalie magnetiche. Questo fenomeno può essere osservato nel bacino di retroarco di Lau. Anche se le anomalie magnetiche sono più complesse da decifrare, le rocce campionate dai centri di espansione del bacino non differiscono molto da quelle delle dorsali oceaniche. Le rocce vulcaniche del vicino arco insulare differiscono da quelle del bacino.